# Conus scopulorum
Conus scopulorum é uma espécie de gastrópode da família Conidae. Endêmica do Brasil, onde pode ser encontrada nas costas dos estados do Ceará e Rio Grande do Norte, incluindo Fernando de Noronha.